# 第二京浜トラック爆発事故
第二京浜トラック爆発事故（だいにけいひんトラックばくはつじこ）は、1959年（昭和34年）、第二京浜国道でトラック同士が正面衝突し、積載された火薬が爆発した事故である。

## 概要
1959年（昭和34年）12月11日午前4時53分頃、米軍の砲弾を解体して取り出したTNT火薬を積載し、千葉県勝浦市の昭和火薬江興津工場から横浜市の同社戸塚工場へ向かったトラック2台のうち1台が、横浜市神奈川区子安台46（現在の子安台1-7）の第二京浜国道上で、対向車線を走行中の砂利運搬トラックと正面衝突。衝撃で荷台に詰まれていたTNT火薬4トン（30kg積×134箱）が爆発し、双方の乗員4名が爆死した。
爆発地点には直径5m、深さ1mの穴が空き、半径500m以内にある民家31棟が全半壊、及び201棟が一部損壊し、99名の負傷者を出した。
この時、数十メートル先を走行中だったもう一台のトラックは、爆風でバックミラーが吹き飛ぶなどの被害を受けたが、爆薬への引火は免れた。
死亡した乗員4名は、遺体が細かく飛散して身元が確認できなかった（後日、2名については歯型などから確認）。

## 原因
事故の原因は、砂利運搬トラック側の居眠り運転とみられている。運転手は、1959年（昭和34年）11月25日に運転免許を取得したばかりの初心者であった。事故前日の12月10日午前5時から相模原と川崎の間を24時間近く繰り返し砂利運搬作業に従事しており、事故発生時は5往復目であった。爆発孔の中心部が第二京浜の下り車線側にあった事から、居眠り運転で対向車線にはみ出し、火薬積載トラックに正面衝突したと推定されている。